# Šobaići
Šobaići este un sat din comuna Danilovgrad, Muntenegru. Conform datelor de la recensământul din 2003, localitatea are 20 de locuitori (la recensământul din 1991 erau 58 de locuitori).

## Demografie
În satul Šobaići locuiesc 19 persoane adulte, iar vârsta medie a populației este de 52,9 de ani (53,8 la bărbați și 51,9 la femei). În localitate sunt 8 gospodării, iar numărul mediu de membri în gospodărie este de 2,50.
Populația localității este foarte eterogenă.
|  |

| Demografie | Demografie | Demografie |
| An         | Locuitori  | Locuitori  |
| ---------- | ---------- | ---------- |
|            |            |            |
|            |            |            |
|            |            |            |
|            |            |            |
| 1948       | 102        |            |
| 1953       | 120        |            |
| 1961       | 77         |            |
| 1971       | 96         |            |
| 1981       | 60         |            |
| 1991       | 58         | 58         |
| 2003       | 20         | 20         |

| \| Componența etnică conform recensământului din 2003[2] \| Componența etnică conform recensământului din 2003[2] \| Componența etnică conform recensământului din 2003[2] \| Componența etnică conform recensământului din 2003[2] \| Componența etnică conform recensământului din 2003[2] \| \| ----------------------------------------------------- \| ----------------------------------------------------- \| ----------------------------------------------------- \| ----------------------------------------------------- \| ----------------------------------------------------- \| \| \| \| \| \| \| \| Sârbi \| Sârbi \| \| 10 \| 50% \| \| Muntenegreni \| Muntenegreni \| \| 5 \| 25% \| \| necunoscută \| necunoscută \| \| 5 \| 25% \| |              |  |    |     |
| Componența etnică conform recensământului din 2003 |              |  |    |     |
| |              |  |    |     |
| Sârbi | Sârbi        |  | 10 | 50% |
| Muntenegreni | Muntenegreni |  | 5  | 25% |
| necunoscută | necunoscută  |  | 5  | 25% |